# Eupithecia leptogrammata
Eupithecia leptogrammata là một loài bướm đêm trong họ Geometridae.